# Farwell (Minnesota)
Farwell è un comune degli Stati Uniti d'America, situato nello Stato del Minnesota, nella contea di Pope.